# Antef II.
Antef II. byl egyptským faraonem 11. dynastie. Přesněji řečeno byl pouze králem Horního Egypta, sídlil ve Vasetu. Vládl přibližně v letech 2117–2069 př. n. l.
Na trůn nastoupil po svém bratrovi Antefovi I. Při korunovaci přijal Horovo jméno Vahanch. Poté, co zemřel nomarcha Ankhtify v Hirekonpolis v 10. dynastii, obsadil jižní království až po první nilský katarakt. Poté se střetl se svými největšími rivaly z Théb, ve válce byl poražen a vláda přešla na vládce 11. dynastie Antefa II. V době jeho vlády pokračoval rozkvět Vasetu zahájený za jeho předchůdce, který dosáhl vrcholu v době 18. dynastie. Většinou budov, které nechal postavit, však odnesl čas. Na trůnu jej vystřídal Antef III.

## Významní hodnostáři Antefa II.
- Džarej – vojenský velitel
- Hetepi z el-Kábu – správce 3 nejjižnějších nomů
- Cecej – pokladník [3]

## Králova hrobka
Podobně jako jeho stejnojmenný předchůdce a nástupce si Antef II. nechal na rozdíl od vládců Staré říše, kteří si nechali budovat pyramidy, vykopat skalní hrobku. Nachází se na západním břehu Nilu poblíž Dra Abú el-Naga. Byla však vyloupena již ve starověku.